# Piotr Żyła
Piotr Paweł Żyła (IPA: [ˈpjɔtr ˈʐɨwa]), poljski smučarski skakalec, * 16. januar 1987, Cieszyn, Poljska.
Żyła je član kluba KS Wisła Ustronianka in poljske reprezentance v smučarskih skokih, s katero je nastopil na zimskih olimpijskih igrah v letih 2014 in 2022. Kot najboljšo olimpijsko uvrstitev je dosegel četrto mesto na ekipni tekmi leta 2014, posamično pa osemnajsto mesto leta 2022 na veliki skakalnici. Osvojil je naslov svetovnega prvaka na srednji skakalnici leta 2021 in bronasto medaljo na veliki skakalnici leta 2017 v posamični konkurenci, v ekipni pa eno zlato in tri bronaste medalje na svetovnih prvenstvih v smučarskih skokih in še dve ekipni bronasti medalji na svetovnih prvenstvih v smučarskih poletih. 
Med 26. januarjem 2013 in 15. marcem 2015 je skupaj s Kamilom Stochom držal poljski državni rekord z 232,5 metra ter med 18. in 25. marcem 2017 z dolžino 245,5 metra, njegov osebni rekord je 248 m iz Letalnice bratov Gorišek marca 2019. V svetovnem pokalu je od debija v sezoni 2004/05 dosegel dve posamični zmagi in še petnajst uvrstitev na stopničke, na ekipnih tekmah pa šest zmag in še sedemnajst uvrstitev na stopničke.